# Eclipse lunar de 9 de janeiro de 1982
| Eclipse Lunar Total 9 de janeiro de 1982 | Eclipse Lunar Total 9 de janeiro de 1982 |
| --- | ---------------------------------------- |
| A Lua cruza a parte sul do cone de sombra da Terra, de oeste para leste (da direita para a esquerda), com o disco lunar mais avermelhado e escuro no centro-norte, região mais próxima do centro da sombra. |                                          |
| Gamma | -0,2916                                  |
| Saros (e membro) | 124 (47 de 74)                           |
| Sequência de eclipses lunares |                                          |
| Anterior | 17 de julho de 1981                      |
| Próximo | 6 de julho de 1982                       |
| Duração (hr:mn:sc) |                                          |
| Total | 1:17:39                                  |
| Parcial | 3:23:50                                  |
| Penumbral | 5:19:06                                  |
| Fases e Horários do Eclipse (UTC) |                                          |
| P1 | 17:16:20                                 |
| U1 | 18:13:56                                 |
| U2 | 19:17:01                                 |
| Máximo | 19:55:51                                 |
| U3 | 20:34:40                                 |
| U4 | 21:37:45                                 |
| P4 | 22:35:26                                 |

O eclipse lunar de 9 de janeiro de 1982 foi um eclipse total, o primeiro de três eclipses lunares do ano. Teve magnitude umbral de 1,3310 e penumbral de 2,3147. Teve duração de cerca de 77 minutos.
Durante a fase total do eclipse, a Lua se apresentou com tonalidade mais avermelhada e escura no centro-norte da superfície, que estava mais próxima do centro do cone de sombra, enquanto a outra parte estava um pouco mais brilhante e de tonalidade mais alaranjada.
A Lua cruzou a região sul da sombra da Terra, em nodo ascendente, dentro da constelação de Gêmeos, próxima às estrelas Wasat. λ Gem, κ Gem, Castor e Pollux.

## Série Saros
Eclipse pertencente ao ciclo lunar Saros de série 124, sendo este de número 47 de um total de 74 eclipses da série. O último eclipse da série foi o eclipse total de 30 de dezembro de 1963, e o próximo fenômeno será com o eclipse total de 21 de janeiro de 2000.

## Visibilidade
Foi visível no Oriente Médio, Oceano Índico, África, Ásia, Austrália, Atlântico, no Ártico e na faixa nordeste da América do Norte.
| Região do planeta onde o eclipse foi visível durante o máximo da totalidade - 19:56 UTC. As regiões do Oriente Médio é do Oceano Índico obtiveram a melhor observação do meio do eclipse, de onde foi visível à meia-noite. |
| Mapa de visibilidade do eclipse |